# Roy Goldstein
Pour les articles homonymes, voir Goldstein.
Roy Goldtsein est un coureur cycliste israélien, né le 20 juin 1993 à Misgav.

## Biographie
Roy Goldstein pratique le VTT à ses débuts et devient champion d'Israël de cross-country VTT juniors. Après avoir ajouté des sorties sur route à son entraînement, il commence à s'intéresser au vélo à la télévision et en particulier au Tour de France. Ses frères Omer et Edo sont également coureurs cyclistes.
En 2017 et 2018, il est  champion d'Israël sur route.
Fin juillet 2019, il est présélectionné pour représenter son pays aux championnats d'Europe de cyclisme sur route.

## Palmarès

### Palmarès sur route
- 2010
  - 3e du championnat d'Israël du contre-la-montre juniors
- 2011
  - 2e du championnat d'Israël sur route juniors
- 2012
  - 2e du championnat d'Israël sur route
  - 2e du Hets Hatsafon
- 2013
  - 3e du Tour d'Arad
- 2014
  - En Route Road Race
  - 3e du championnat d'Israël sur route
- 2015
  - Tour de Ramot Menashe
  - Apple Race:
    - Classement général
    - 1re étape

  - 3e du championnat d'Israël sur route
- 2016
  - Tour de Ramot Menashe
  - 2e du Tour d'Arad
  - 3e du championnat d'Israël sur route
- 2017
  -  Champion d'Israël sur route
- 2018
  -  Champion d'Israël sur route

### Classements mondiaux
| Année           | 2012 | 2013 | 2014 | 2015 | 2016   | 2017 |
| --------------- | ---- | ---- | ---- | ---- | ------ | ---- |
| UCI Europe Tour | 453e |      | 572e | 624e | 1 082e | 929e |

### Palmarès en VTT
- 2011
  -  Champion d'Israël de cross-country juniors
- 2012
  - 2e du championnat d'Israël de cross-country marathon
  - 3e du championnat d'Israël de cross-country
- 2013
  - 2e du championnat d'Israël de cross-country marathon